# 住房權協會
住房權協會（Droit au logement，簡稱 DAL）是一個法國的非營利組織，它成立於1990年，目的在幫助社會上最脆弱的族群（無家可歸者與居住條件惡劣者）行使其「住房權」。

## 起源
在1990年6月，48對夫婦被從他們在巴黎第20區占住的兩棟房子逐出，其中多數是養有小孩的家庭。這些家庭藉著當地居民的支持，搭建了維持四個月之久的臨時帳篷。由於許多組織、工會與左翼政黨的動員與斡旋，政府最後任命了一名調停人負責這些家庭的安置問題。而住房權協會就是在這個事件中成立的。

## 組織
住房權協會遍及全法。協會由13個委員會組成，彼此協調，並於1998年在住房權委員會聯盟的旗幟下結盟。現任主席為 Jean-Baptiste Eyraud。
該協會是 No-vox 網絡的一部分，該協會參與各種另類全球化的社會論壇，包括2004年的歐洲社會論壇。它支持了 No-Vox 於2006年在巴馬科舉行之世界社會論壇上發表的宣言。

## 訴求
面對無家可歸者在他們眼中的危急處境，住房權協會試圖對地方官員施壓，無論左右；他們也常訴諸佔據空屋、遊行、搭營或法律行動等種種手段。
他們要求嚴格執行1990年5月31日制定的 Besson 法案，該法案牽涉到「生活困苦者者的安置問題」，特別是涉及徵調屬於地方團體、行政機關、國家、銀行、保險公司、大財主與不動產業者的空屋。
協會組織章程的第二條要求對居住條件惡劣者予以明確且得體的安置。

## 途徑
自 DAL 成立以來，已多次成功令當局重新安置千餘人，包括面臨困境的法國家庭與外來移民（無論是否有合法居留），施壓途徑包括佔據空屋、在街上搭營、遊行與強制徵收。
其中幾次最成功而曝光度也最高的行動（例如1994年對巴黎 Saint-Germain-des-Prés 區 Dragon 街的佔據行動）成功地造成政治議題，迫使政府最高層採取立場，並催生了多項緊急措施與法案。
雅克·席哈克在2006年12月31日的新年講話中公佈多米尼克·德维尔潘政府將在數周內制定「住房抗告權」。
在2007年元旦，DAL 宣佈他們已佔據一棟巴黎市中心的空屋，以資居住條件惡劣者運用。這棟房子位處巴黎證券交易所附近，是里昂銀行（Lyonnaise des Banques）名下的財產。

## 外部連結
- DAL 網站